# Faculteit ingenieurswetenschappen
De faculteit Ingenieurswetenschappen (en Architectuur) (voorheen bekend als Faculteit Toegepaste Wetenschappen) staat in Vlaanderen en Brussel in voor de opleidingen tot burgerlijk ingenieur, burgerlijk ingenieur-architect en industrieel ingenieur. Deze opleidingen wordt aangeboden aan de Katholieke Universiteit Leuven, de Universiteit Gent, de Vrije Universiteit Brussel en de faculteit Polytechniek van de Koninklijke Militaire School. Aan bepaalde van voorgenoemde universiteiten wordt de opleiding tot industrieel ingenieur ingericht door een andere faculteit dan die van de opleiding tot burgerlijk ingenieur(-architect).

## Afstudeerrichtingen
- Architectuur[1]
- Bedrijfskundige systeemtechnieken en operationeel onderzoek[2]
- Biomedische ingenieurswetenschappen
- Bouwkunde
- Chemische technologie
- Computerwetenschappen
- Elektronica-ICT
- Elektrotechniek
- Energie
- Fotonica
- Geotechniek en mijnbouwkunde
- Industrieel ontwerpen
- Informatica
- Materiaalkunde
- Milieukunde
- Nanotechnologie
- Toegepaste natuurkunde[2]
- Textile engineering
- Verkeer, Logistiek en Intelligente Transport Systemen[3]
- Werktuigbouwkunde
- Wiskundige ingenieurstechniek

## Departementen en vakgroepen

### Koninklijke Militaire School (KMS)
- Departement Wiskunde
- Departement Fysica
- Departement Chemie
- Departement Wapensystemen en Ballistiek
- Departement Bouwkunde en Materialen
- Departement of Communication, Information Systems & Sensors
- Departement Mechanica

### KU Leuven
- Burgerlijke bouwkunde (Omvat ook de opleiding mijnbouw. Hiervan is nog alleen de bacheloropleiding te volgen aan de KU Leuven. Voor de masteropleiding moet uitgeweken worden naar Wallonië of Nederland. Vanaf het academiejaar 2019-2020 wordt deze opleiding niet meer aangeboden aan nieuwe studenten.) (BOKU)
- Architectuur, stedenbouw en ruimtelijke ordening (ASRO)
- Metaalkunde en toegepaste materiaalkunde (MTM)
- Chemische ingenieurstechnieken (CIT)
- Elektrotechniek (ESAT)
- Werktuigkunde (MECH)
- Computerwetenschappen (CW)

### UGent
- Architectuur en Stedenbouw
- Informatietechnologie (INTEC)
- Elektronica en Informatiesystemen (ELIS)
- Telecommunicatie en Informatieverwerking (TELIN)
- Elektromechanica, Systeem- en Metaalengineering (EMSME)
- Materiaalkunde, Textiel en Chemische Proceskunde (MaTCh) (Voorheen vakgroepen Metallurgie en Materiaalkunde / Textielkunde / Chemische Proceskunde en Technische Chemie)
- Bouwkundige Constructies
- Civiele Techniek
- Wiskundige Analyse
- Toegepaste Fysica
- Industrial Systems Engineering and Product Design (voorheen Technische Bedrijfsvoering)

### VUB
- Architectuur
- Chemische Ingenieurstechnieken en Industriële Scheikunde
- Elektriciteit
- Electronica-ICT
- Elektromechanica
- Elektronica en Informatica
- Elektrotechniek en Energietechniek
- Hydrologie en Waterbouwkunde
- Toegepaste Mechanica
- Mechanica van Materialen en Constructies
- Metallurgie, Elektrochemie en Materialenkennis
- Polymeren en Structuurchemie
- Toegepaste Natuurkunde en Fotonica
- Wiskunde